# Камјенка (Хумење)
Камјенка (слч. Kamienka) насељено је мјесто са административним статусом сеоске општине (слч. obec) у округу Хумење, у Прешовском крају, Словачка Република.

## Становништво
| Година:    | 1994. | 2004.    | 2014.   | 2024.   |
| ---------- | ----- | -------- | ------- | ------- |
| Број људи: | 512   | 566      | 529     | 533     |
| Разлика:   |       | +10,54 % | -6,53 % | +0,75 % |

| Година:    | 2023. | 2024.   |
| ---------- | ----- | ------- |
| Број људи: | 537   | 533     |
| Разлика:   |       | -0,74 % |

Према подацима о броју становника из 2024. године насеље је имало 533 становника.